# Changan CS55
Der Changan CS55 ist ein Kompakt-SUV des chinesischen Automobilherstellers Chongqing Changan Automobile Company der Marke Changan, das zwischen dem CS35 und dem CS75 positioniert ist.

## Geschichte
Das Fahrzeug debütierte im April 2017 auf der Shanghai Auto Show. Am 27. Juli 2017 wurde es auf dem chinesischen Markt eingeführt. Bereits Mitte 2018 wurde der CS55 überarbeitet. Zusätzlich wurde am 15. Juli 2020 auch eine vollelektrische Variante, E-Rock genannt, vorgestellt.
Ab Dezember 2019 wurde die Baureihe auch in Russland vermarktet.

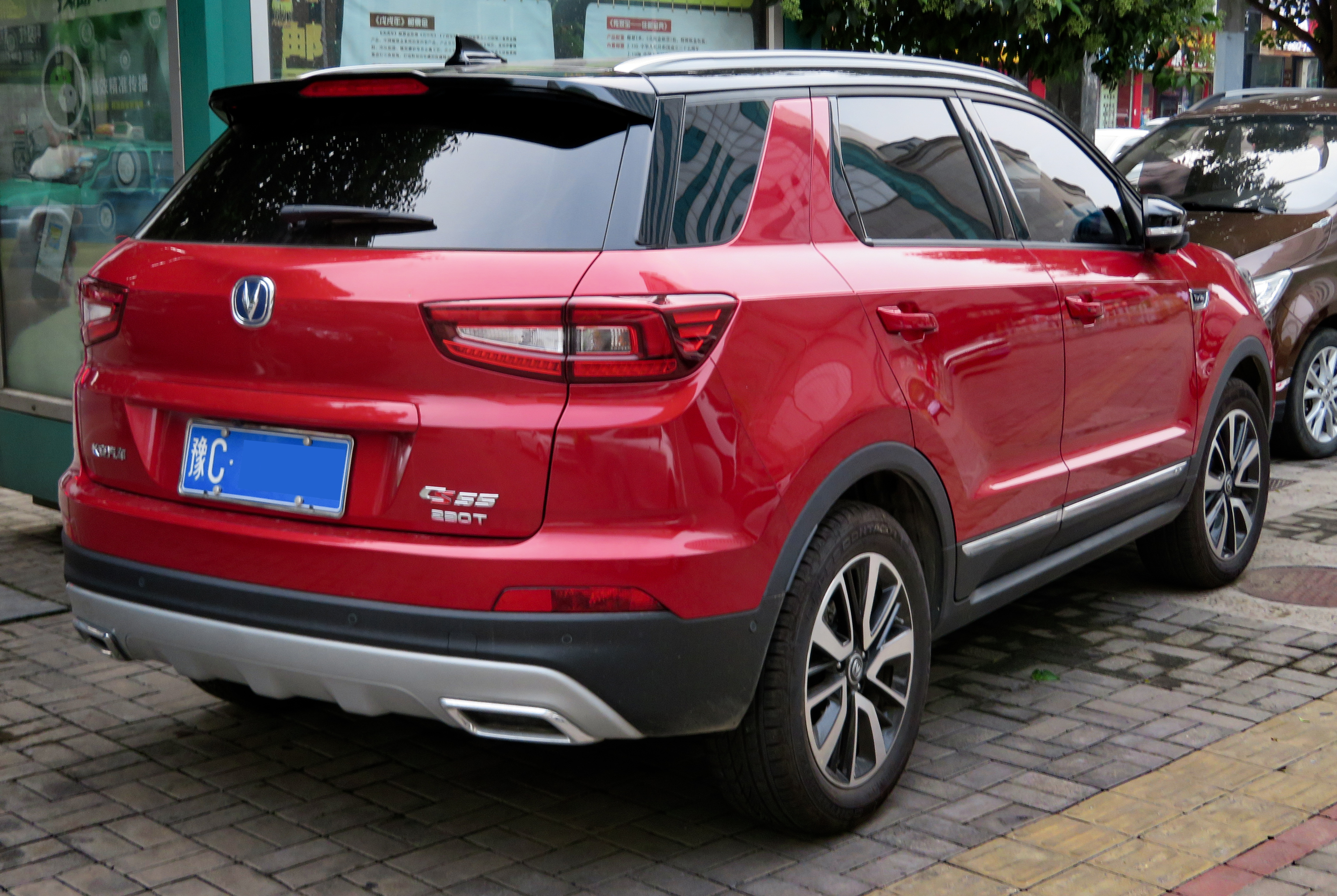
Heckansicht
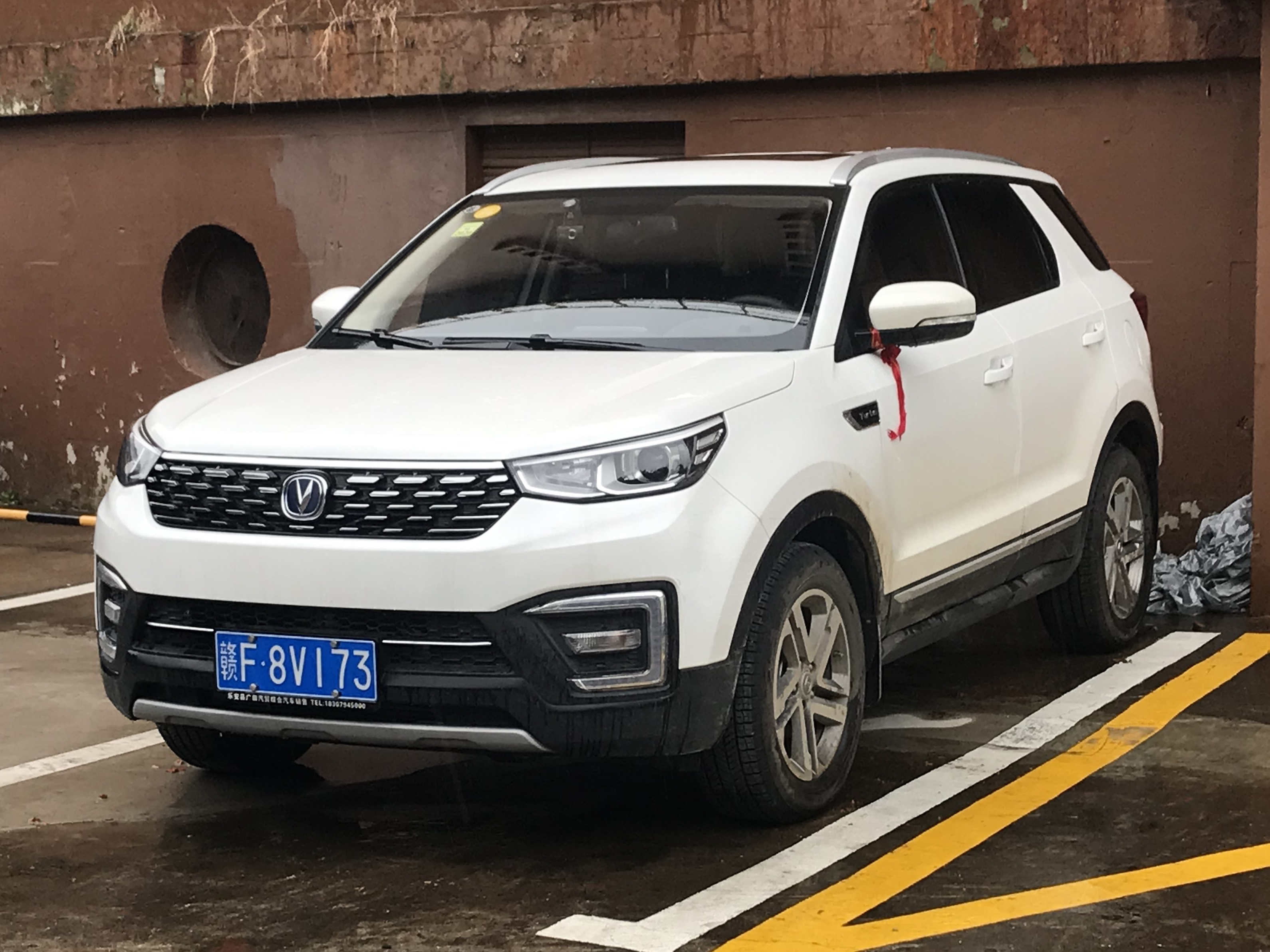
Changan CS55 (2018–2023)
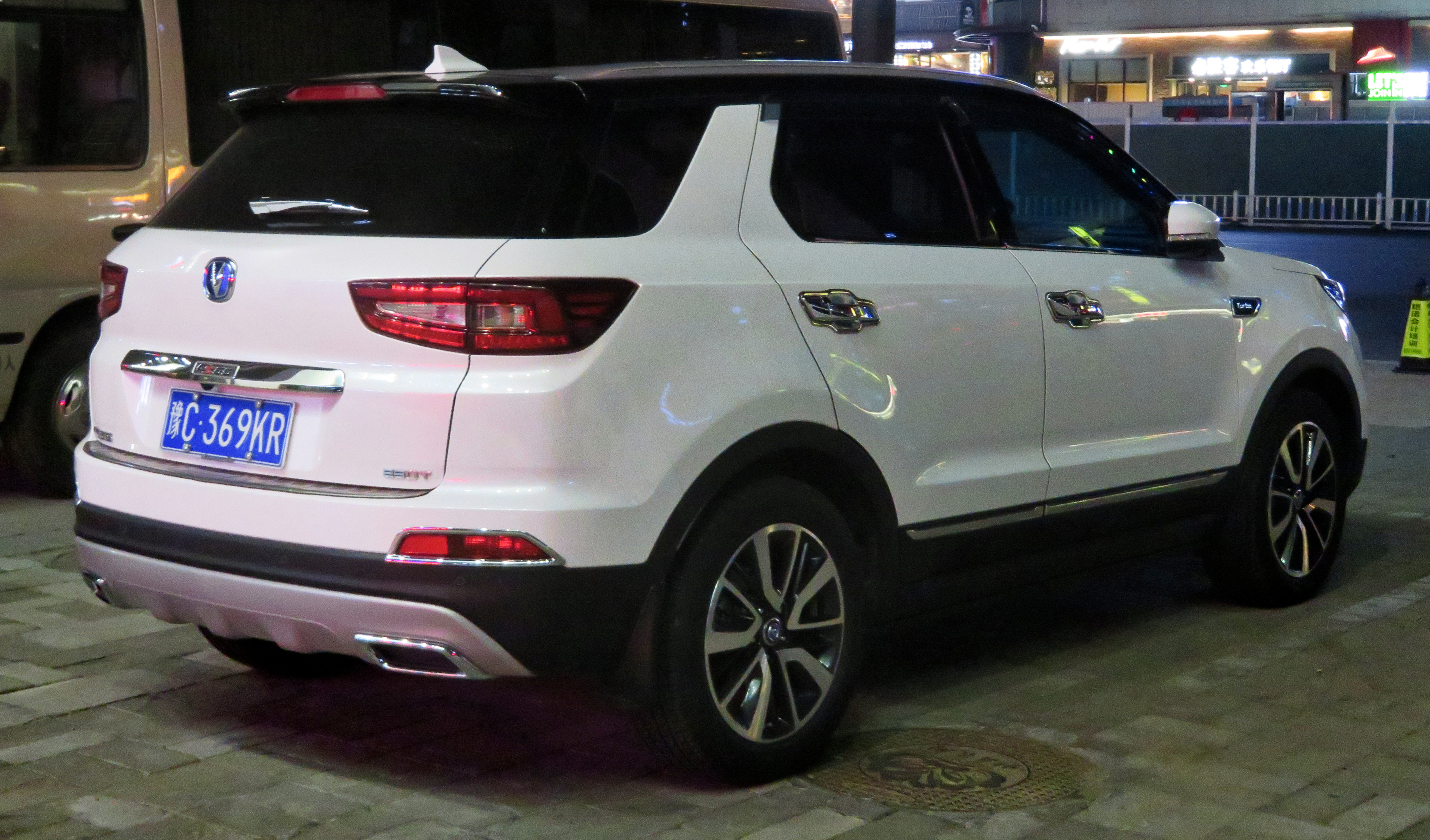
Heckansicht

## Technische Daten
Angetrieben wird der CS55 von einem aufgeladenen 1,5-Liter-Ottomotor mit 115 kW (156 PS). Serienmäßig hat er ein 6-Gang-Schaltgetriebe, gegen Aufpreis war ein 6-Stufen-Automatikgetriebe erhältlich. Allradantrieb war nicht verfügbar. In Russland ist die maximale Leistung mit 105 kW (143 PS) geringer.
Die Elektroversion hat eine Leistung von 160 kW (218 PS) und ein Drehmoment von 300 Nm. Bei der Akkukapazität besteht die Wahl zwischen einer Version mit 52,7 kWh und 84,2 kWh, die eine Reichweite nach NEFZ von 403 bzw. 605 km ermöglichen sollen. Im Schnelllademodus soll die Ladezeit von 30 zu 80 Prozent in 35 Minuten erfolgen.
|                                            | 1.5T                       | 1.5T                       | E-Rock                      |
| ------------------------------------------ | -------------------------- | -------------------------- | --------------------------- |
| Markt                                      | Russland                   | China                      | China                       |
| Bauzeitraum                                | 12/2019–07/2023            | 07/2017–07/2023            | 07/2020–07/2023             |
| Motorkenndaten                             |                            |                            |                             |
| Motortyp                                   | R4-Ottomotor               | R4-Ottomotor               | Elektromotor                |
| Motoraufladung                             | Turbolader                 | Turbolader                 | —                           |
| Hubraum                                    | 1499 cm³                   | 1499 cm³                   | —                           |
| max. Leistung bei min−1                    | 105 kW (143 PS) / 5500     | 115 kW (156 PS) / 5500     | 160 kW (218 PS)             |
| max. Drehmoment bei min−1                  | 210 Nm / 2000–4000         | 225 Nm / 2000–4000         | 300 Nm                      |
| Kraftübertragung                           |                            |                            |                             |
| Antrieb, serienmäßig                       | Vorderradantrieb           | Vorderradantrieb           | k. A.                       |
| Getriebe, serienmäßig                      | 6-Gang-Schaltgetriebe      | 6-Gang-Schaltgetriebe      | 1-Stufen-Reduktionsgetriebe |
| Getriebe, optional                         | 6-Stufen-Automatikgetriebe | 6-Stufen-Automatikgetriebe | —                           |
| Antriebsbatterie                           |                            |                            |                             |
| Energieinhalt                              | —                          | —                          | 52,7 oder 84,2 kWh          |
| Messwerte                                  |                            |                            |                             |
| Höchstgeschwindigkeit                      | 180 km/h                   | k. A.                      | k. A.                       |
| Beschleunigung, 0–100 km/h                 | 10,3 s                     | 11,8 s                     | k. A.                       |
| Kraftstoffverbrauch auf 100 km, kombiniert | k. A.                      | 6,5–6,6 l Super            | —                           |
| elektr. Reichweite nach NEFZ               | —                          | —                          | 403 oder 605 km             |
| Tankinhalt                                 | 58 l                       | 58 l                       | —                           |

## Trivia
Ende 2018 erreichte der CS55 einen Eintrag im Guinness-Buch der Rekorde als längste Parade von autonomen Fahrzeugen. Dabei sollten 56 Fahrzeuge autonom hintereinander auf einer Teststrecke in Dianjiang fahren. Da eine Person in einem Wagen eingriff, wird der Rekord mit 55 Fahrzeugen angegeben.